# روز كلارك
روز كلارك (بالإنجليزية: Rose Clark)‏ هي مصورة ورسامة أمريكية، ولدت في 1852 في إنديانا في الولايات المتحدة، وتوفيت في 28 نوفمبر 1942 في بوفالو في الولايات المتحدة.